# Romane Dicko
Pour les articles homonymes, voir Dicko.
Romane Dicko, née le 30 septembre 1999 à Clamart, est une judokate française évoluant dans la catégorie des plus de 78 kg.
Elle remporte à 18 ans son premier titre européen senior en individuel lors des championnats d'Europe le 28 avril 2018 à Tel Aviv en Israël. En 2021, elle est médaillée de bronze en individuel et d'or par équipes mixtes lors des Jeux olympiques de Tokyo et à Paris en 2024. Elle devient ensuite championne du monde en 2022.
Aux Jeux olympiques de Paris 2024, elle décroche à nouveau une médaille de bronze dans sa catégorie et conserve son titre olympique par équipes mixte. Elle participe à la 7eme saison de mask singer, cachée derrière le Panda roux .

## Carrière

### Débuts
Née en 1999, Romane Dicko s'intéresse à la natation tout d’abord puis au judo après avoir suivi à la télévision le parcours d’Audrey Tcheuméo, dont les parents sont d'origine camerounaise, durant les jeux olympiques de Londres en 2012. Elle est la cousine de l'athlète Teddy Tamgho.
Elle débute le judo quelques mois plus tard  au Randoris Club de Villeneuve-le-Roi (Val-de-Marne),,. « Commencer le judo à 13 ans, c’est tard, mais j’aime tellement ce sport que tout a été très vite », dit-elle. Se lançant rapidement en compétition, elle est sacrée championne de France de judo dans la catégorie des plus de 78 kg en 2016, alors qu'elle n'est que cadette, et pas encore ceinture noire,.

### Carrière en junior
En 2016, elle remporte les championnats d'Europe cadets en individuel et par équipes. Elle réitère la performance aux championnats d'Europe Junior 2017. Lors de cette dernière année, elle remporte la médaille de bronze par équipes lors des championnats du monde à Budapest,. Plus tard dans l'année, elle s'incline lors de son premier combat des championnats du monde junior, battue par la Japonaise Sone, future lauréate du titre et alors cadette.
Peu après, elle figure au sein d'un groupe de huit combattants suspendus pour un mois par la Direction technique nationale pour un regroupement dans une chambre que cette dernière juge trop festif, la veille de la compétition par équipes de ces mondiaux, ce qui la prive ainsi des championnats de France de première division et des championnats du monde toutes catégories, sanction finalement annulée par la commission de discipline de la Fédération, la DTN n'ayant pas compétence à prendre ce type de décision.
En novembre, lors des championnats du monde toutes catégories à Marrakech, elle s'incline en quarts de finale face à la Néerlandaise Tessie Savelkouls. Lors des repêchages, elle bat la Cubaine Eliannis Aguilar avant de perdre le combat pour la médaille de bronze face à une autre Cubaine, Idalys Ortíz.
En février 2018, elle se blesse et ne participe donc pas au grand slam de Paris.
En mai 2025, elle participe à Mask Singer sous le costume du Panda Roux

### Premières victoires en senior et Jeux olympiques de 2020
Début avril 2018, elle remporte son premier tournoi Grand Prix en s'imposant lors du tournoi de Tbilissi face à la championne d'Europe en titre, la Biélorusse Maryna Slutskaya. À la fin du même mois, lors des championnats d'Europe, elle remporte son premier titre, en ayant battant de nouveau Maryna Slutskaya, lors de son premier combat, puis s'imposant en finale face à la Bosnienne Larisa Cerić, vice-championne du monde toutes catégories 2017.
En 2020, elle marque les esprits en remportant consécutivement le Grand Prix de Tel Aviv et le Grand slam de Paris, alors qu’elle revenait de deux saisons sans compétitions dues à deux grosses blessures. L'année se conclut sur une médaille d'or aux championnats d'Europe de judo à Prague.
Le 30 juillet 2021, lors des Jeux olympiques de Tokyo, Romane Dicko atteint les demi-finales, où elle est battue sur waza-ari par Idalys Ortíz. Elle s'adjuge ensuite la médaille de bronze en infligeant un ippon à la judoka turque Kayra Sayit. Elle est la plus jeune médaillée de l'équipe de France en judo. Le lendemain, elle fait partie de l'équipe mixte qui remporte l'or en battant les Japonais en finale.
En 2022, elle intègre l'équipe de France Douane et commence à toucher un salaire.
Elle s'adjuge la médaille d'or dans la catégorie des plus de 78 kg lors des Championnats d'Europe de judo 2022 à Sofia, en remportant tout ses combats par ippon et particulier la finale contre l'Israélienne Raz Hershko.

### Championne du monde et Jeux olympiques de 2024
Le 12 octobre 2022, Romane Dicko devient championne du monde en plus de 78 kg à Tachkent (Ouzbékistan) en battant en finale la Brésilienne Beatriz Souza sur une immobilisation.
En 2023, elle bat à nouveau Raz Hershko en finale des championnats d'Europe à Montpellier et remporte ainsi son quatrième titre européen. Trois semaines après cette compétition, la Fédération française de judo annonce la sélection de Dicko pour les Jeux olympiques de 2024 disputés à Paris.
Le 4 février 2024, elle remporte le Tournoi de Paris en battant la turque, Kayra Ozdemir par ippon en 39 secondes, avec un harai-goshi, puis le 18 février 2024, celui de Bakou en battant l'italienne Asya Tavano.
Quelques mois avant les Jeux olympiques, elle subit du harcèlement grossophobe, sexiste et raciste après une vidéo de danse tournée avec la ballerine Victoria Dauberville et porte plainte. 
Aux Jeux olympiques de Paris, elle entame la compétition par une victoire contre Sophio Somkhishvili. Dominant ensuite Larisa Cerić sur waza-ari suivi d'une immobilisation, Dicko est battue en demi-finale par Beatriz Sousa. Elle décroche le bronze après un succès contre Milica Žabić. Lors de la finale de l'épreuve par équipes, elle est dominée par Rika Takayama, ce qui n'empêche pas la France de s'imposer par 4 victoires à 3 contre le Japon et donc de conserver le titre olympique obtenu à Tokyo dans cette compétition.
En février 2025, elle figure dans la sélection française annoncée en vue des championnats du monde. Le 23 mars, elle s'impose lors du Grand Chelem de Tbilissi, sa huitième victoire dans cette catégorie de tournoi. Quatre jours plus tard, elle figure dans la sélection française annoncée en vue des championnats d'Europe. Lors de ceux-ci, disputés le 26 avril, Dicko remporte le cinquième titre de sa carrière après avoir battu en finale pour la troisième fois Raz Hershko.

### Engagement personnel après les Jeux olympiques de 2024
Elle suit une licence de mathématiques à Sorbonne Université afin de devenir ingénieure en aéronautique, tout en continuant à s'entraîner quotidiennement. Après les Jeux olympiques de 2024, elle est sponsorisée par plusieurs organisations dont Nike et la Française des jeux.

## Palmarès

### Compétitions internationales
| Année | Compétition                   | Lieu        | Résultat | Catégorie     |
| ----- | ----------------------------- | ----------- | -------- | ------------- |
| 2016  | Championnats d'Europe cadets  | Vantaa      | 1re      | Plus de 63 kg |
| 2017  | Championnats d'Europe juniors | Maribor     | 1re      | Plus de 78 kg |
| 2018  | Championnats d'Europe         | Tel Aviv    | 1re      | Plus de 78 kg |
| 2020  | Championnats d'Europe         | Prague      | 1re      | Plus de 78 kg |
| 2021  | Jeux olympiques               | Tokyo       | 3e       | Plus de 78 kg |
| 2022  | Championnats d'Europe         | Sofia       | 1re      | Plus de 78 kg |
| 2022  | Championnats du monde         | Tachkent    | 1re      | Plus de 78 kg |
| 2023  | Championnats d'Europe         | Montpellier | 1re      | Plus de 78 kg |
| 2024  | Jeux olympiques               | Paris       | 3e       | Plus de 78 kg |
| 2025  | Championnats d'Europe         | Podgorica   | 1re      | Plus de 78 kg |
| 2025  | Championnats du monde         | Budapest    | 3e       | Plus de 78 kg |

| Année | Compétition                   | Lieu     | Résultat |
| ----- | ----------------------------- | -------- | -------- |
| 2017  | Championnats du monde (mixte) | Budapest | 3e       |
| 2021  | Jeux olympiques (mixte)       | Tokyo    | 1re      |
| 2022  | Championnats du monde (mixte) | Tachkent | 2e       |
| 2023  | Championnats du monde (mixte) | Doha     | 2e       |
| 2024  | Jeux olympiques (mixte)       | Paris    | 1re      |

### Tournois Grand Chelem et Grand Prix
| Année | Compétition     | Lieu      | Résultat | Catégorie     |
| ----- | --------------- | --------- | -------- | ------------- |
| 2018  | Grand Prix      | Tbilissi  | 1re      | Plus de 78 kg |
| 2020  | Grand Prix      | Tel Aviv  | 1re      | Plus de 78 kg |
| 2020  | Grand Chelem    | Paris     | 1re      | Plus de 78 kg |
| 2021  | Grand Chelem    | Tel-Aviv  | 1re      | Plus de 78 kg |
| 2021  | Grand Chelem    | Kazan     | 1re      | Plus de 78 kg |
| 2021  | Masters mondial | Doha      | 1re      | Plus de 78 kg |
| 2022  | Grand Chelem    | Paris     | 2e       | Plus de 78 kg |
| 2022  | Grand Chelem    | Tel-Aviv  | 1re      | Plus de 78 kg |
| 2022  | Masters mondial | Jérusalem | 1re      | Plus de 78 kg |
| 2023  | Grand Chelem    | Paris     | 3e       | Plus de 78 kg |
| 2023  | Grand Chelem    | Antalya   | 3e       | Plus de 78 kg |
| 2023  | Masters mondial | Budapest  | 1re      | Plus de 78 kg |
| 2024  | Grand Chelem    | Paris     | 1re      | Plus de 78 kg |
| 2024  | Grand Chelem    | Bakou     | 1re      | Plus de 78 kg |
| 2024  | Grand Chelem    | Astana    | 1re      | Plus de 78 kg |
| 2025  | Grand Chelem    | Tbilissi  | 1re      | Plus de 78 kg |

## Distinctions

### Récompenses
- Récompensée par l'union européenne de judo comme meilleure espoir européen, lors de la soirée de clôture des championnats d’Europe de judo 2018[28].
- Élue championne de l'année de l'INSEP 2022[29]

### Décoration
- Chevalier de la Légion d'honneur (2021)[30]
- Officier de l'ordre national du Mérite (2024)[31]